# Уэскас, Родриго
Родри́го Джоссе́ль Уэ́скас Урта́до (исп. Rodrigo Jhossel Huescas Hurtado; родился 18 сентября 2003) — мексиканский футболист, вингер клуба «Копенгаген» и сборной Мексики.

## Клубная карьера
Воспитанник футбольной академии мексиканского клуба «Крус Асуль», где выступал вместе с Сантьяго Хименесом. 6 апреля 2021 года дебютировал в основном составе клуба в матче Лиги чемпионов КОНКАКАФ против гаитянского клуба «Аркае». 26 июля 2021 года дебютировал в Лиге MX (высшем дивизионе чемпионата Мексики) против «Масатлана». 15 августа 2022 года забил свой первый гол за клуб в матче против «Толуки».

## Карьера в сборной
Выступал за сборные Мексики до 16, до 17, до 18, до 19, до 20 лет, до 21 года, до 23 лет.
1 июня 2024 года дебютировал за главную сборную Мексики в товарищеском матче против сборной Боливии.

## Достижения
«Крус Асуль»
- Суперкубок лиги MX: 2022